# Lengenfeld (Pürgen)
Lengenfeld ist ein Ortsteil der Gemeinde Pürgen im oberbayerischen Landkreis Landsberg am Lech.

## Geografie
Das Kirchdorf Lengenfeld liegt circa zwei Kilometer südlich von Pürgen an der Staatsstraße von Landsberg nach Weilheim.

## Geschichte
Lengenfeld wird urkundlich erstmals 1171 erwähnt.
Das Kirchdorf gehörte bis zur Säkularisation 1803 zum Oberamt des Landgerichtes Landsberg. Im Jahr 1752 werden 32 Anwesen genannt, je sieben sind dem Kloster Polling, dem Kloster Benediktbeuern und der Hofmark Igling, je drei dem Hl. Geist Spital Landsberg, dem Kloster Andechs und der Ortskirche, sowie zwei der Gemeinde grundbar.
Lengenfeld war bis zur Eingemeindung nach Pürgen am 1. Juli 1972 eine eigenständige Gemeinde.

## Sehenswürdigkeiten
In Lengenfeld befindet sich die katholische Filialkirche St. Nikolaus, ein Rokokobau von 1755.
Siehe auch: Liste der Baudenkmäler in Lengenfeld

## Bodendenkmäler
Siehe: Liste der Bodendenkmäler in Pürgen